# Col de San Colombano
Pour les articles homonymes, voir San Colombano.
Le col de San Colombano (Bocca di San Colombanu) est l'un des principaux cols de Corse.

## Géographie

### Situation
Le col de San Colombano se situe dans le prolongement de la chaîne de hautes montagnes qui ceinture la Balagne au sud et sépare celle-ci du Giussani à l'est. Il est en limite des communes de Palasca au nord et d'Olmi-Cappella au sud. Il est la porte d'entrée septentrionale de l'île dans le parc naturel régional de Corse.

### Relief

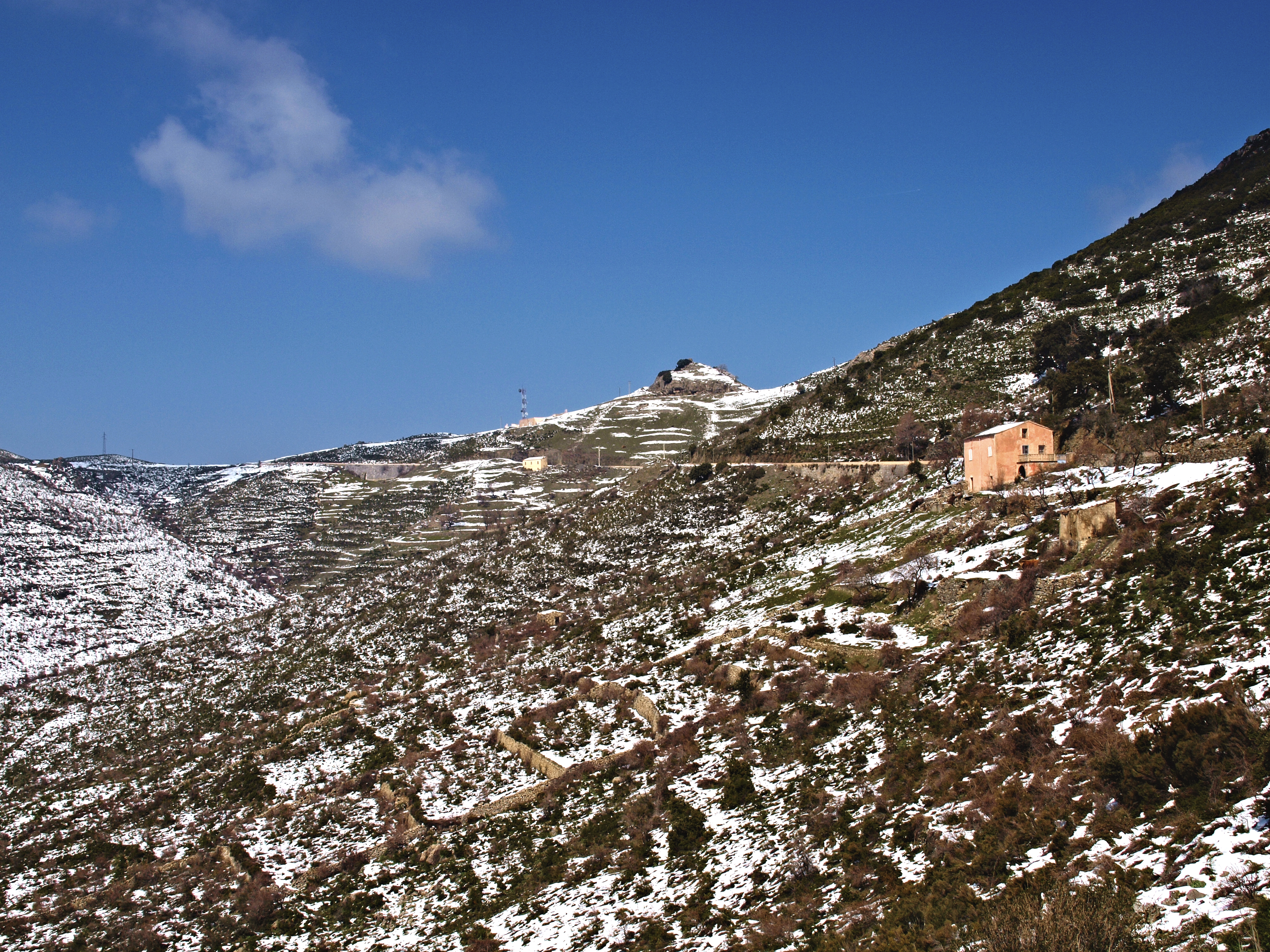
Montée au col versant sud

Le col de San Colombano est situé dans la zone dépressionnaire de l'Ostriconi, en limite de l'au-delà des monts ou « Corse granitique » de l'île. Le chaînon de moyenne montagne qui le porte, décline jusqu'à l'altitude moyenne de 250 m, au nord de la dépression centrale de l'île qui sépare l'au-delà des monts à l'en deçà des monts ou « Corse schisteuse » au nord-est.
Selon le BRGM, la géologie historique du site date du Crétacé inférieur.
Dans un environnement immédiat, la section du chaînon montagneux sépare deux vallons :
- au nord, celui du ruisseau de San Giorgio[3] (ruisseau de Travonato autre nom en aval), affluent du ruisseau de Salginco[4]  qui se jette dans le fleuve côtier Ostriconi ;
- celui du ruisseau de Lagani[5], affluent de la rivière de Tartagine qui alimente l'Asco affluent du Golo.

Situé à une altitude de 692 mètres, entre un sommet sans nom de 791 mètres à l'ouest et Monte San Colombano 738 mètres à l'est sur la même ligne de crête, il est balayé par les forts vents d'ouest. Il est enneigé plusieurs jours en période hivernale.
Son environnement est quasiment désertique. Ses versants rocailleux sont couverts d'une rare végétation, un maquis bas et clairsemé.
Jusqu'en 1998, année de la mise en service de la « Balanina », voie routière rapide intégrée dans la RN 197 au lieu et place de l'ancienne portion de route Lozari – Vallée du Lagani renommée RN 2197, cette dernière était la principale voie reliant la Balagne à l'intérieur de l'île en franchissant le col de San Colombano. Par ailleurs, le col est proche (1 150 m à vol d'oiseau) de la jonction RN 2197/ D963, route qui est la principale voie d'accès au Giussani.

## Histoire

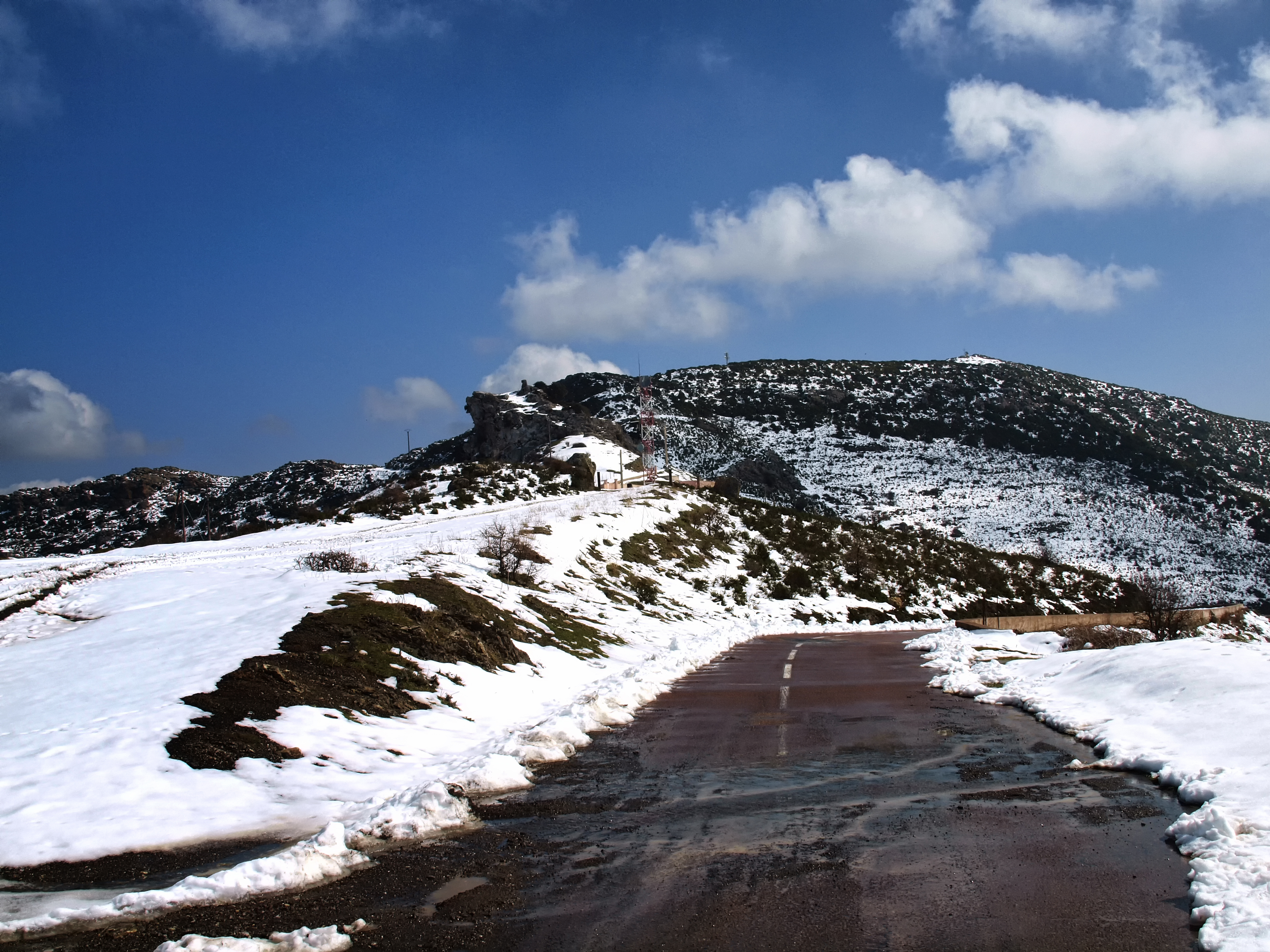
Vue sur le pylône et des vestiges du Castello depuis le col de San Colombano

San Colombano  a été très longtemps un passage stratégique militaire. En témoignent les vestiges toujours visibles du Castello de San Colombano de Giussani au-dessus du col et un peu plus loin, au-dessus de Belgodère, les fortifications construites en 1942 par les troupes d'occupation italiennes.

Le castello de San Colombano de Giussani, mentionné pour la première fois en 1289, fut la forteresse principale des marquis de Massa et de Corse. Il était la propriété de Roberto de Massa. Le 15 août 1289, en guerre contre Roberto de Massa révolté contre les Génois, Luchetto Doria s'empare de sa forteresse de San Colombano de Giussani.
Au cours du XIVe siècle les révolutions populaires chassent de leurs fiefs les seigneurs, remplacés par des Caporali. Tous les châteaux sont démolis dont le castello de San Colombano de Giussani.
Jusqu'au milieu du XXe siècle, le col de San Colombano était encore un lieu de passage pour les colporteurs et les bergers transhumants.
De nos jours, un pylône supportant plusieurs antennes se dresse, à 705 m d'altitude, entre le col et le piton rocheux sur lequel sont les vestiges du castello.
San Colombano se trouve sur le parcours d'un sentier reliant le littoral balanin à Pietralba mais aussi aux villages du Giussani et par-là même à Corte.